# André Greul
André Greul (* 7. April 1963 in Stuttgart) ist ein deutscher Koch.

## Leben
Nach der Ausbildung ab 1978 wechselte Greul 1983 zum Hotel Erbprinz in Ettlingen und 1985 zum Restaurant Nösse auf Sylt bei Jörg Müller (zwei Michelinsterne). 1986 ging er zum Hotel Post in Lech am Arlberg, wo er später Küchenchef wurde. 1989 wechselte er zum Chewton Glen Hotel in New Milton in England und im gleichen Jahr zur Hotelfachschule Heidelberg, wo er 1990 den Meister erwarb. 1991 kochte er im Restaurant Brückenkeller in Frankfurt am Main bei Alfred Friedrich (zwei Michelinsterne).
Seit Mai 1992 kocht Greul im Hotel und Restaurant Fürstenhof in Landshut. Von 1998 bis 2009 wurde das Restaurant mit einem Michelinstern ausgezeichnet.
Seine Frau Simone Greul übernahm 2007 das Hotel Fürstenhof von ihrer Mutter.

## Auszeichnungen
- 1998 bis 2009: ein Michelinstern für das Restaurant Fürstenhof[2]

## Publikationen (Mitwirkung)
- Jan Bartelsman (Hrsg.): Magie in der Küche. Gabriela Hamböck Verlag 1999, ISBN 978-9074108232.[1]
- Iris Schürmann-Mock: Kinderküche spitzenmäßig. Ellermann-Verlag 2001, ISBN 978-3770731107.
- Eine kulinarische Entdeckungsreise durch Niederbayern. Umschau-Verlag 2003, ISBN 978-3829573030.